# Пахотные солдаты
Пахотные (пашенные) солдаты и драгуны — особая категория служилых людей (солдат и драгун), а впоследствии — государственных крестьян, существовавшая в России в XVII — XIX веках.
Составляли так называемое поселённое войско.

## История
Это сословие было образовано в 40-е годах XVII века для несения  пограничной и сторожевой службы на южных и северо-западных границах Русского государства в составе солдатских и драгунских полков «нового строя».
В пашенные солдаты и драгуны зачислялись крестьяне сёл и деревень ряда пограничных южных (Новосильского, Ефремовского, Ливенского, Воронежского, Лебедянского, Севского, Тамбовского и других) и северо-западных (Олонецкого и Старорусского) уездов. 
Относились пашенные солдаты и драгуны к поселённым войскам. Имея земельные наделы и собственное хозяйство, за счёт которых они существовали, пашенные солдаты и драгуны освобождались от значительной части налогов и повинностей. В отличие от военных поселян, они не привлекались поголовно на военную службу, а отбывали рекрутскую повинность на общем основании, но при этом полностью оставались в ведении военного начальства.
Во второй половине XVII века пашенные солдаты и драгуны широко использовались не только для несения сторожевой и пограничной службы, но и в дальних походах во время войн с Польшей, Швецией и Крымским ханством, что приводило к разорению их хозяйства. В 1666 году в Карелии пашенных солдат и драгун снова превратили в тягловых крестьян, а в южных уездах они были в 1680 году приравнены к служилым людям «по прибору».
При Петре I, если в военное время они не призывались в полки, то вместо службы платили особые сборы, то есть фактически были переведены в податное сословие. В пашенные солдаты и драгуны также переводились служилые люди — стрельцы, пушкари, городовые казаки, служившие в гарнизонах окраинных городов и крепостей. В качестве платы за несение военной службы им вместо ранее полагавшегося денежного жалования выделялись земельные наделы.
В XVIII веке из пашенных солдат и драгун, как и из однодворцев, комплектовались ландмилицские полки.
Пашенными солдатами также называлось местное население пехотных округов военных поселений (в Новгородской губернии) после их преобразования, вызванного бунтом военных поселян в 1831 году.